# Simning vid olympiska sommarspelen 1988

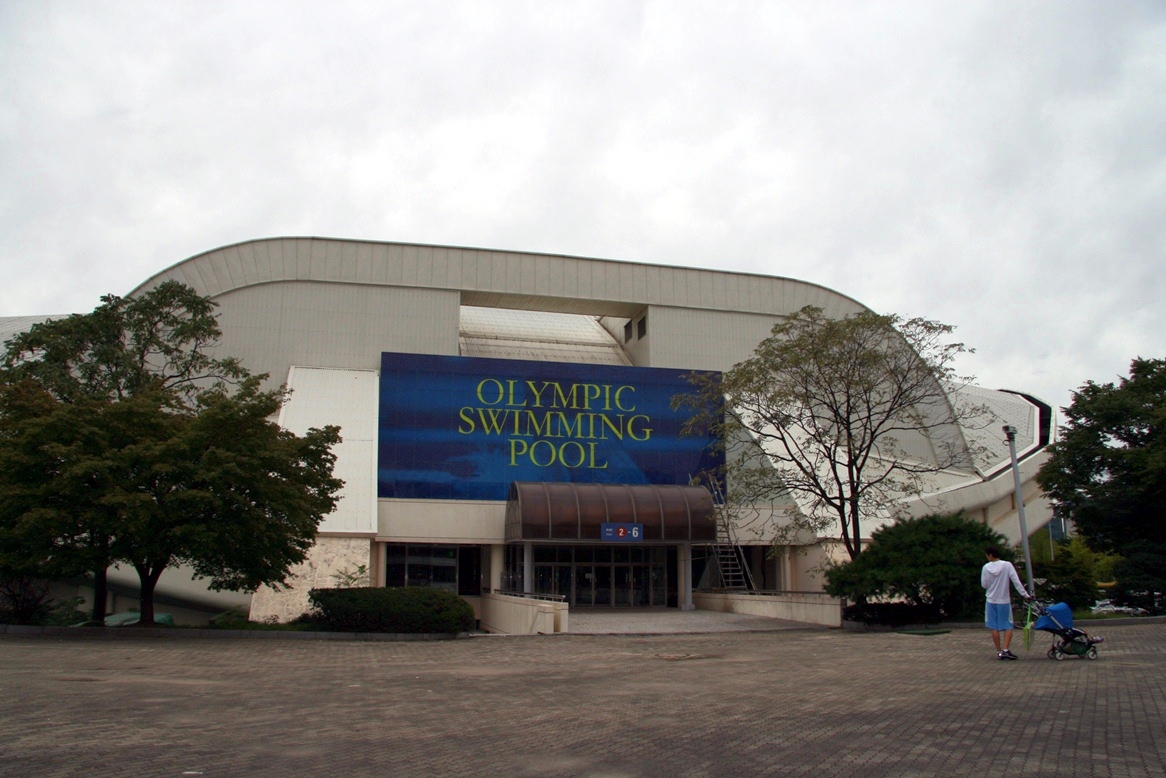
Jamsil Indoor Swimming Pool

Simningen vid olympiska sommarspelen 1988 i Seoul bestod av 31 grenar, 16 för män och 15 för kvinnor, och hölls mellan den 18 och 25 september 1988 i Jamsil Indoor Swimming Pool. Antalet deltagare var 633 tävlande från 77 länder.

## Medaljfördelning
| Pl. | Nation         | Guld | Silver | Brons | Totalt |
| --- | -------------- | ---- | ------ | ----- | ------ |
| 1   | Östtyskland    | 11   | 8      | 9     | 28     |
| 2   | USA            | 8    | 6      | 4     | 18     |
| 3   | Ungern         | 4    | 2      | 0     | 6      |
| 4   | Sovjetunionen  | 2    | 2      | 5     | 9      |
| 5   | Australien     | 1    | 1      | 1     | 3      |
| 5   | Bulgarien      | 1    | 1      | 1     | 3      |
| 5   | Storbritannien | 1    | 1      | 1     | 3      |
| 5   | Västtyskland   | 1    | 1      | 1     | 3      |
| 9   | Japan          | 1    | 0      | 0     | 1      |
| 9   | Surinam        | 1    | 0      | 0     | 1      |
| 11  | Kina           | 0    | 3      | 1     | 4      |
| 12  | Kanada         | 0    | 1      | 1     | 2      |
| 12  | Rumänien       | 0    | 1      | 1     | 2      |
| 14  | Costa Rica     | 0    | 1      | 0     | 1      |
| 14  | Danmark        | 0    | 1      | 0     | 1      |
| 14  | Nederländerna  | 0    | 1      | 0     | 1      |
| 14  | Sverige        | 0    | 1      | 0     | 1      |
| 18  | Frankrike      | 0    | 0      | 2     | 2      |
| 18  | Nya Zeeland    | 0    | 0      | 2     | 2      |
| 20  | Italien        | 0    | 0      | 1     | 1      |
| 20  | Polen          | 0    | 0      | 1     | 1      |
| 20  | Spanien        | 0    | 0      | 1     | 1      |

## Medaljörer

### Damer
| Gren                             | Guld                                                                     | Silver                                                                    | Brons                                                     |
| 50 meter frisim Detaljer...      | Kristin Otto Östtyskland                                                 | Yang Wenyi Kina                                                           | Jill Sterkel USA Katrin Meißner Östtyskland               |
| 100 meter frisim Detaljer...     | Kristin Otto Östtyskland                                                 | Zhuang Yong Kina                                                          | Catherine Plewinski Frankrike                             |
| 200 meter frisim Detaljer...     | Heike Friedrich Östtyskland                                              | Silvia Poll Costa Rica                                                    | Manuela Stellmach Östtyskland                             |
| 400 meter frisim Detaljer...     | Janet Evans USA                                                          | Heike Friedrich Östtyskland                                               | Anke Möhring Östtyskland                                  |
| 800 meter frisim Detaljer...     | Janet Evans USA                                                          | Astrid Strauß Östtyskland                                                 | Julie McDonald Australien                                 |
| 100 meter ryggsim Detaljer...    | Kristin Otto Östtyskland                                                 | Krisztina Egerszegi Ungern                                                | Cornelia Sirch Östtyskland                                |
| 200 meter ryggsim Detaljer...    | Krisztina Egerszegi Ungern                                               | Katrin Zimmermann Östtyskland                                             | Cornelia Sirch Östtyskland                                |
| 100 meter bröstsim Detaljer...   | Tania Dangalakova Bulgarien                                              | Antoaneta Frenkeva Bulgarien                                              | Silke Hörner Östtyskland                                  |
| 200 meter bröstsim Detaljer...   | Silke Hörner Östtyskland                                                 | Huang Xiaomin Kina                                                        | Antoaneta Frenkeva Bulgarien                              |
| 100 meter fjäril Detaljer...     | Kristin Otto Östtyskland                                                 | Birte Weigang Östtyskland                                                 | Qian Hong Kina                                            |
| 200 meter fjäril Detaljer...     | Kathleen Nord Östtyskland                                                | Birte Weigang Östtyskland                                                 | Mary T. Meagher USA                                       |
| 200 meter medley Detaljer...     | Daniela Hunger Östtyskland                                               | Jelena Dendeberova Sovjetunionen                                          | Noemi Lung Rumänien                                       |
| 400 meter medley Detaljer...     | Janet Evans USA                                                          | Noemi Lung Rumänien                                                       | Daniela Hunger Östtyskland                                |
| 4 x 100 meter frisim Detaljer... | Östtyskland Kristin Otto Katrin Meißner Daniela Hunger Manuela Stellmach | Nederländerna Marianne Muis Mildred Muis Conny van Bentum Karin Brienesse | USA Mary Wayte Mitzi Kremer Laura Walker Dara Torres      |
| 4 x 100 meter medley Detaljer... | Östtyskland Kristin Otto Silke Hörner Birte Weigang Katrin Meißner       | USA Beth Barr Tracey McFarlane Janel Jorgensen Mary Wayte                 | Kanada Lori Melien Allison Higson Jane Kerr Andrea Nugent |

### Herrar
| Gren                             | Guld                                                             | Silver                                                                                                | Brons                                                                          |
| 50 meter frisim Detaljer...      | Matt Biondi USA                                                  | Tom Jager USA                                                                                         | Gennadij Prigoda Sovjetunionen                                                 |
| 100 meter frisim Detaljer...     | Matt Biondi USA                                                  | Chris Jacobs USA                                                                                      | Stéphan Caron Frankrike                                                        |
| 200 meter frisim Detaljer...     | Duncan Armstrong Australien                                      | Anders Holmertz Sverige                                                                               | Matt Biondi USA                                                                |
| 400 meter frisim Detaljer...     | Uwe Daßler Östtyskland                                           | Duncan Armstrong Australien                                                                           | Artur Wojdat Polen                                                             |
| 1500 meter frisim Detaljer...    | Vladimir Salnikov Sovjetunionen                                  | Stefan Pfeiffer Västtyskland                                                                          | Uwe Daßler Östtyskland                                                         |
| 100 meter ryggsim Detaljer...    | Daichi Suzuki Japan                                              | David Berkoff USA                                                                                     | Igor Poljanskij Sovjetunionen                                                  |
| 200 meter ryggsim Detaljer...    | Igor Poljanskij Sovjetunionen                                    | Frank Baltrusch Östtyskland                                                                           | Paul Kingsman Nya Zeeland                                                      |
| 100 meter bröstsim Detaljer...   | Adrian Moorhouse Storbritannien                                  | Károly Güttler Ungern                                                                                 | Dmitrij Volkov Sovjetunionen                                                   |
| 200 meter bröstsim Detaljer...   | József Szabó Ungern                                              | Nick Gillingham Storbritannien                                                                        | Sergio López Miró Spanien                                                      |
| 100 meter fjäril Detaljer...     | Anthony Nesty Surinam                                            | Matt Biondi USA                                                                                       | Andy Jameson Storbritannien                                                    |
| 200 meter fjäril Detaljer...     | Michael Groß Västtyskland                                        | Benny Nielsen Danmark                                                                                 | Anthony Mosse Nya Zeeland                                                      |
| 200 meter medley Detaljer...     | Tamás Darnyi Ungern                                              | Patrick Kühl Östtyskland                                                                              | Vadim Jarosjtjuk Sovjetunionen                                                 |
| 400 meter medley Detaljer...     | Tamás Darnyi Ungern                                              | David Wharton USA                                                                                     | Stefano Battistelli Italien                                                    |
| 4 x 100 meter frisim Detaljer... | USA Chris Jacobs Troy Dalbey Tom Jager Matt Biondi Doug Gjertsen | Sovjetunionen Gennadij Prigoda Iurie Başcatov Nikolaj Jevsejev Volodymyr Tkatjenko Raimundas Mažuolis | Östtyskland Dirk Richter Thomas Flemming Lars Hinneburg Steffen Zesner         |
| 4 x 200 meter frisim Detaljer... | USA Troy Dalbey Matt Cetlinski Doug Gjertsen Matt Biondi         | Östtyskland Uwe Daßler Sven Lodziewski Thomas Flemming Steffen Zesner                                 | Västtyskland Erik Hochstein Thomas Fahrner Rainer Henkel Michael Groß          |
| 4 x 100 meter medley Detaljer... | USA David Berkoff Richard Schroeder Matt Biondi Chris Jacobs     | Kanada Mark Tewksbury Victor Davis Tom Ponting Sandy Goss                                             | Sovjetunionen Igor Poljanskij Dmitrij Volkov Vadim Jarosjtjuk Gennadij Prigoda |